# 国民革命军第十六军
国民革命军第十六军，曾3次组建：1926年11月范石生的定滇军改编；1930年8月5日李韫珩湘军第52师改编；1938年8月17日胡宗南嫡系改编。

## 沿革

### 范石生的定滇军改编第16军（第一次组建）
1926年11月定滇军改编为第16军，军长范石生。
1929年3月,第16军被改编为广东编遣区第5师,范石生任师长。 

### 湘军第52师改编第16军（第二次组建）
1930年8月5日，第52师编成第十六军，李韞珩为军长，辖第53师和独立第36旅。隶属第3军团参加中原大战。1932年至1934年参加对红军的第4、第5次“围剿”。
1934年11月第16军被编成追堵红军第一纵队第1支队。
- 军长李韫珩
- 第53师李韫珩兼师长，辖张敬兮/周启铎、李清/王献2个旅
- 第77师，师长罗霖，辖胡良玉、席秉钧2个旅

1935年4月，蒋介石坐镇贵阳追剿红军长征。红军四渡赤水，威逼贵阳。蒋介石电令正在遵义构筑碉堡的李韫珩第十六军（只辖第53师）驰援贵阳，如期到达给予重赏，违者重罚。李韫珩指定第159旅担任前卫轻装疾进，按时进抵养龙站，黑神庙一战击退红军进攻，被认为“解除了红军对贵阳的威胁”。蒋介石奖赏4,000元，特别邀请第十六军高级将领吃饭。负责接待的贵州绥靖公署参谋长柳际明入席前告诉李韫珩：“委员长请客从来不备酒，但今天却破例用酒，大概对你们这次的努力追逐是很满意的。”
抗战开始后，第十六军军长李韫珩，辖第53师（师长周启铎），参加淞沪会战。
1938年武汉会战时，杨渠统第五十军之第167师（师长杨渠统兼）转隶第十六军。该军隶属于江防军，防守马当要塞失守，1938年8月第十六军与所辖2个师撤消番号。

### 胡宗南嫡系组建第16军（第三次组建）
1938年8月17日在陕西重建第16军：
- 军长董钊
- 副军长李英
- 第28师：师长董钊（兼）

1945年军部驻陕西大荔，第109师位于陕西韩城，预备第1师位于陕西朝邑，预备第3师位于陕西华县。抗战胜利后随第34集团军移防保定、北平。参加了古北口进攻战役、进攻张家口战役、进攻晋察冀解放区的姚村战斗、保北战役、大清河战役、清风店战役、冀热察战役、察绥战役、平津战役等。1949年1月初接受中国人民解放军和平改编，军部被编入解放军第六十五军军部。
大清河战役中，第22师、第94师、第109师被人民解放军各歼一部。第2师在平北地区被人民解放军歼灭两个团，该师师长黄剑夫乘飞机逃回南京;第94师在平绥线康庄地区被人民解放军歼灭了1个团，该师师长周士赢等人乘飞机逃回南京。